# 統監
統監（とうかん、英語: lord-lieutenant, ロード・レフテナント）は、イギリスの官職名。初期の役割は地方の軍事長官だったが、行政権も加わり地方行政官として強化された。

## イングランド
1539年から1540年にかけてテューダー朝のイングランド王ヘンリー8世が恩寵の巡礼後の不安定な情勢に対応するため、側近のジョン・ラッセル（のち初代ベッドフォード伯爵）を任命したのが始まりである。当初は地方貴族が任命される非常職だったが、1551年にエドワード6世の摂政ノーサンバランド公ジョン・ダドリーが恒久化し、エリザベス1世が統監の権限を拡大していった。背景にはスペインとの対立（英西戦争）で軍事力を集中・戦時体制を整える狙いがあった。
職務は州ごとに集めた民兵隊の徴兵を主とし、平時にはその査閲を、非常時には召集と指揮を行った。エリザベス1世の治世で行政の仕事も加えられ、カトリック教徒の取り締まり、徴税の監督、地方裁判官に当たる治安判事の監督と任免権などが追加された。地方から中央への報告と、枢密院から地方への命令伝達を行うなど重要性が増したため、大貴族、枢密顧問官など中央の実力者が任命される場合が多く、範囲も1州、2州など複数の土地を担当することもあった。ただし、副統監と治安判事が代わりに地方行政と実務を担当するケースも見られ、治安判事と統監の兼任も少なくなかった。
統監と治安判事の権限拡大でそれまで地方を担当していた州長官(英語版)(シェリフ）は権限が縮小したが、選挙管理を通して下院議員の選出に影響を与えていたため、国王が地方の人事に介入する例があった。1687年、ステュアート朝のジェームズ2世はカトリック宥和政策に賛成するかどうかの質問状を統監に送り治安判事・州長官にも伝え、反対した統監・治安判事を更迭した。
1871年、第1次グラッドストン政権下で陸軍大臣エドワード・カードウェル（のちカードウェル子爵）が軍事改革を行い、統監の軍事権を廃止し、他の権限も次第に弱められたため、現在では名誉職と化した。

## スコットランド
1686年に第3代バルカレス伯爵コリン・リンジーがファイフ統監に、1715年ジャコバイト蜂起に際して第9代ロシズ伯爵ジョン・レズリーがファイフ統監とキンロスシャー統監に任命されるなどの例はあったが、スコットランドにおける統監職が常設職となったのは18世紀末、1794年の国王勅令による。

## アイルランド
アイルランドに置かれたロード・レフテナント・オブ・アイルランドは、日本語では「アイルランド総督」とも訳されるが、ロード・デピュティ・オブ・アイルランドも同様に訳されるため、注意が必要である。詳細はアイルランド総督 (ロード・デピュティ)とアイルランド総督 (ロード・レフテナント)を参照。
県別の統監は1831年首席治安判事（アイルランド）法（Custos Rotulorum (Ireland) Act 1831）により、Governor職を置き換える形で設立され、首席治安判事も兼任した。1922年に成立したアイルランド自由国では統監が任命されなくなったが、法律自体は残り、1983年制定法整理法で正式に廃止された。一方、北アイルランド6県では統監が引き続き任命されている。